# محمود بوداغ‌زاده
محمود بوداغ‌زاده سیاست‌مدار ایرانی بود، که در  دوره بیست و سوم  به‌عنوان نماینده تهران  در مجلس شورای ملی حضور داشت.